# (21702) Prisymendoza
(21702) Prisymendoza (1999 RA73) – planetoida z pasa głównego asteroid okrążająca Słońce w ciągu 3,31 lat w średniej odległości 2,22 j.a. Odkryta 7 września 1999 roku.